# Hahn bei Marienberg

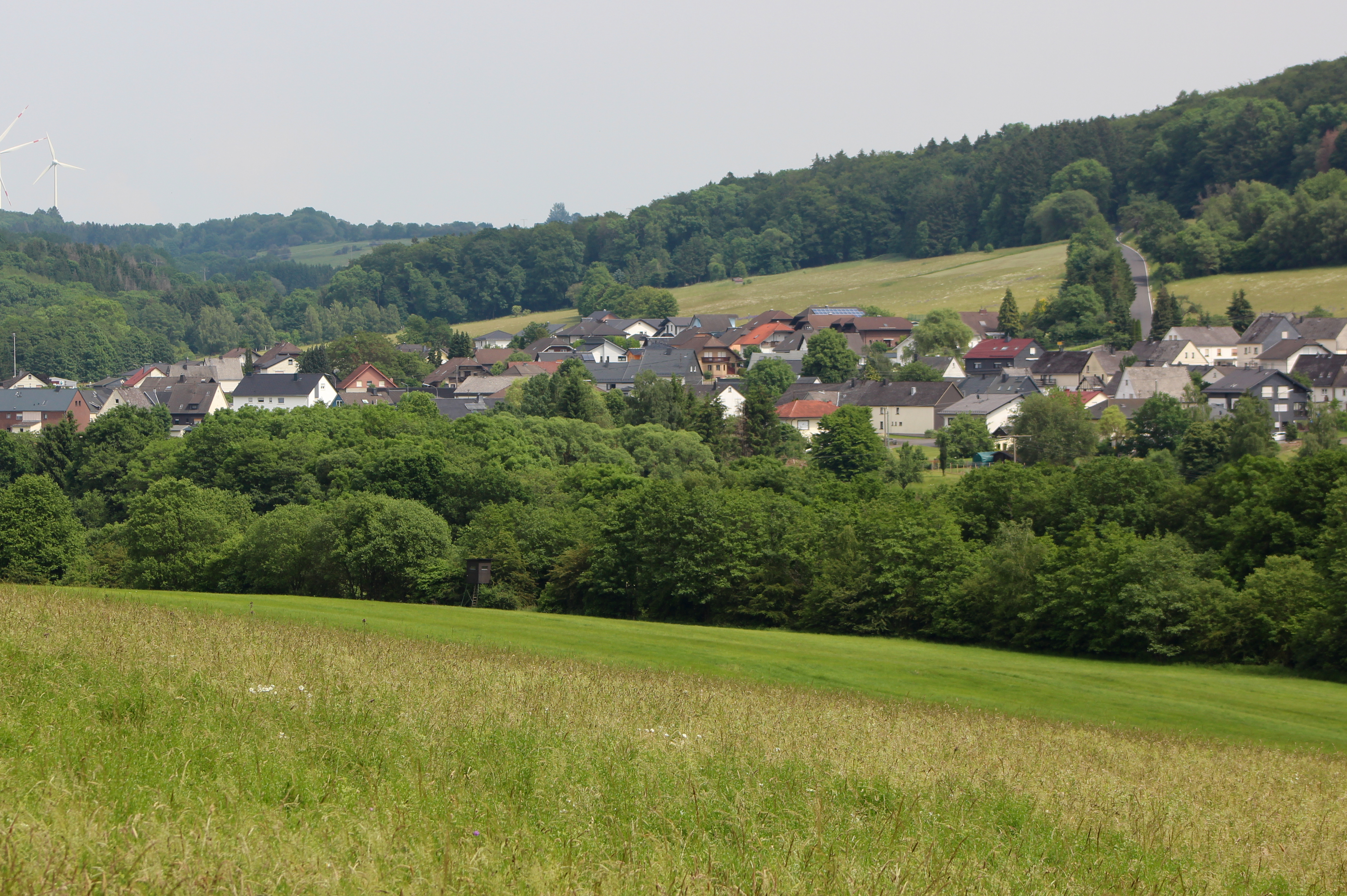
Ansicht von Hahn

Hahn bei Marienberg (mundartlich: Hoh) ist eine Ortsgemeinde im Westerwaldkreis in Rheinland-Pfalz. Sie gehört der Verbandsgemeinde Bad Marienberg (Westerwald) an.

## Geographische Lage
Die Gemeinde liegt im Westerwald zwischen Limburg an der Lahn und Siegen. Die Nister, die zum Einzugsbereich der Sieg gehört, fließt in ost-westlicher Richtung durch das Ortsgebiet.
Zur Gemeinde gehört auch der Wohnplatz Hardtermühle.

## Geschichte
Die Gemeinde wurde erstmals im 9. Jahrhundert erwähnt. Der Ort gehörte zunächst zum Kirchspiel Marienberg, später zum Kirchspiel Höhn. Die älteste Überlieferung über die Größe des Orts nennt im Jahr 1525 sieben Hausgesesse. 1603 sind 42 Einwohner verzeichnet, 1719 zwölf Häuser und 1809 385 Einwohner.
Bevölkerungsentwicklung
Die Entwicklung der Einwohnerzahl von Hahn bei Marienberg, die Werte von 1871 bis 1987 beruhen auf Volkszählungen:
| Jahr | Einwohner |
| 1815 | 155       |
| 1835 | 203       |
| 1871 | 191       |
| 1905 | 186       |
| 1939 | 250       |
| 1950 | 255       |

| Jahr | Einwohner |
| 1961 | 269       |
| 1970 | 357       |
| 1987 | 368       |
| 1997 | 437       |
| 2005 | 492       |
| 2023 | 445       |

## Politik

### Bürgermeister
Roland Reis wurde 1999 Ortsbürgermeister von Hahn. Bei der Direktwahl am 26. Mai 2019 wurde er mit einem Stimmenanteil von 93,39 % für weitere fünf Jahre in seinem Amt bestätigt. Er wurde im Juni 2024 wiedergewählt.

### Wappen
Blasonierung: „Gespalten von Silber und Gold durch eine eingeschweifte blaue Spitze, darin ein linksgewandtes, silbernes Schlägel und Eisen, vorne ein rotes durchgehendes Balkenkreuz, hinten balkenweise ein grüner Laub- mit einem links überdeckenden Nadelbaum.“

## Verkehr
- Südlich des Ortes verläuft die B 255 die von Montabaur nach Herborn führt.
- Die nächste Autobahnanschlussstelle ist Montabaur an der Bundesautobahn 3 Köln–Frankfurt am Main, etwa 22 Kilometer entfernt.
- Der nächstgelegene ICE-Halt ist der Bahnhof Montabaur an der Schnellfahrstrecke Köln–Rhein/Main.